# Hank Azaria
Hank Azaria (født 25. april 1964) er en amerikansk skuespiller, komiker og stemmeskuespiller.

## Biografi

### Karriere
Hank Azaria er mest kendt for at lægge stemmer til over 160 forskellige figurer i den animerede tv-serie The Simpsons, heriblandt Apu Nahasapeemapetilon, Moe Szyslak, politimester Clancy Wiggum, Comic Book Guy, Cletus Spuckler, Duffman, Professor Frink, Dr. Nick Riviera, Lou og Snake Jailbird. Azaria har udtalt, at han baserede Moe Szyslaks stemme på Al Pacino, der har den samme fødselsdag som Azaria. Officer Lou lyder som Sylvester Stallone, politimester Wiggum er baseret på Edward G. Robinson, Apu er baseret på Peter Sellers' figur Hrundi V. Bakshi i Kom og vask min elefant, og Dr. Nick Riviera er "en dårlig Ricky Ricardo-efterligning". Stemmen til Snake Jailbird er baseret på hans gamle værelseskammeret, der talte på samme måde som figuren (havde ord som "woah" og "som" med i hver en sætning), når han beskrev sine narkoerfaringer. Hank baserede en af sine nørdede figurer, Comic Book Guy, på en anden universitetskammerat, der kaldte sig selv F og talte på næsten samme måde som Comic Book Guy. Det er blevet spekuleret meget over at kammeraten muligvis kunne være skuespilleren Oliver Platt. Professor Frink er baseret på Jerry Lewis' optræden i den originale Jerry som den skøre professor.
Han lagde også stemme til Eddie Brock/Venom i den animerede Spider-Man-tv-serie i midten af 1990'erne. Endvidere gæsteoptrådte han i Venner i flere omgange som fysikeren David, der er forelsket i Phoebe. Han spiller hovedrollen, Dr. Craig «Huff» Huffstodt, i serien Huff, der havde premiere i efteråret 2004.
I 2019 meddelte Azaria at han ville stoppe med at lægge stemme til karakteren Apu Nahasapeemapetilion i The Simpsons, efter at figuren blev beskyldt for at være racistisk i dokumentaren The Problem With Apu.

### Privatliv
Efter flere års parforhold giftede han sig med skuespillerinden Helen Hunt den 18. juli 1999. Hun er blandt andet kendt fra sin hovedrolle i tv-serien Mad About You. Parret blev skilt kort tid efter, 18. december 2000.

### Priser
Hank Azaria har vundet tre Emmyer for The Simpsons og er blevet nommineret til syv Emmy-priser i alt. Han er blevet nomineret til eller har fået flere Emmy-priser for roller som Nat i Mad About You (gæsterolle) og David i Venner (gæsterolle).

## Udvalgt filmografi
- The Simpsons (stemme, animeret serie 1989-)
- Pretty Woman (film, 1990)
- Venner (gæsterolle, 1994, 2001 & 2003)
- Mad About You (kom med i 1996)

The birdcage 1996
- Anastasia (stemme, 1997)
- Godzilla (film, 1998)
- Mystery Men (1999)
- America's Sweethearts (film, 2001)
- Dodgeball: A True Underdog Story (film, 2004)
- Men så kom Polly (tilm, 2004)
- Nobody's Perfect (kortfilm, også instrueret og skrevet af Azaria, 2004)
- The Simpsons Movie (post-produktion)(stemme, 2007)
- Run, Fat Boy, Run (2007)
- Year One (film, 2009)

## Fodnoter
1. ↑  Interview med Azaria, www.npr.org, 3. juni 2005
2. ↑  Dokumentar beskyldte The Simpsons for racisme - Nu stopper Apu